# Just Dance 2018
Just Dance 2018 là một trò chơi nhịp điệu được phát triển bởi Ubisoft. Nó được công bố vào ngày 12 tháng 6 năm 2017, trong cuộc họp báo E3 2017 và được phát hành vào ngày 24 tháng 10 năm 2017 cho PlayStation 3, PlayStation 4, Xbox 360, Xbox One, Wii, Wii U và Nintendo Switch. Đây là phiên bản Just Dance cuối cùng được phát hành cho hệ máy PlayStation 3, đồng thời cũng là trò chơi cuối cùng được phát hành bởi Ubisoft trên hệ máy này.

## Cách chơi
Cũng như các phần trước của sê-ri, người chơi phải bắt chước vũ đạo của những vũ công nhảy trên màn hình với một bài hát được chọn bằng cách sử dụng bộ điều khiển chuyển động hoặc ứng dụng Just Dance Controller trên điện thoại thông minh. Một thang điểm mới được thêm vào phiên bản mang tên - SUPER, nằm giữa GOOD và PERFECT, cùng với thang điểm Megastar khi người chơi đạt trên 12000 điểm.
Phiên bản đầu tiên giới thiệu chế độ dành riêng cho các"dancer nhí"- Kids Mode với hàng loạt bài nhảy độc quyền và cơ chế tính điểm riêng nhưng vẫn trên thang điểm 5 sao như"YAY","WOW","HAHA". Thang điểm sẽ chuyển sang năm màu khác nhau gọi là"Rainbow Star"khi người chơi vượt qua mức độ 5 sao.
Giao diện của phiên bản được tối giản với phông nền cam chủ đạo, tại màn hình chính khi vào game, người chơi có 3 chế độ bao gồm:"Nhảy chính"- Khám phá thư viện hàng trăm bài hát;"Kids Mode"chế độ dành cho trẻ em;"World Dance Floor"cạnh tranh cùng những người chơi khác trên sàn nhảy quốc tế. Chế độ"Dance Lab"được đưa vào Menu chính của phần"Nhảy chính", giữ nguyên cơ chế như chế độ"Just Dance Machine"của phiên bản trước và loại bỏ hai nhân vật người ngoài hành tinh.
Phiên bản cũng giới thiệu"Máy quà tặng", người chơi sử dụng 100 Mojo để mở khóa các vật phẩm trong game như Avatar, Skin, Sticker và bài nhảy thay thế (Alternate).
Phiên bản cho Nintendo Switch của trò chơi có chế độ"Double Rumble"mới, nơi mà người chơi sử dụng cả hai tay cầm Joy-Con để nhảy theo những vũ công trong trang phục với nhiều nghề nghiệp khác nhau.

## Danh sách bài hát
Các bài hát sau xuất hiện trong Just Dance 2018: 
| Tên bài hát                                       | Nghệ sĩ                                          | Năm  |
| ------------------------------------------------- | ------------------------------------------------ | ---- |
| "24K Magic"                                       | Bruno Mars                                       | 2016 |
| "All You Gotta Do (Is Just Dance)"                | The Just Dance Band                              | 2017 |
| "Another One Bites the Dust"                      | Queen                                            | 1980 |
| "Automaton"                                       | Jamiroquai                                       | 2017 |
| "Bad Liar"                                        | Selena Gomez                                     | 2017 |
| "Beep Beep I'm a Sheep"                           | LilDeuceDeuce hợp tác với BlackGryph0n & TomSka  | 2017 |
| "Blow Your Mind (Mwah)"                           | Dua Lipa                                         | 2016 |
| "Blue (Da Ba Dee)"                                | Hit the Electro Beat (bản gốc bởi Eiffel 65)     | 1999 |
| "Boom Boom"                                       | Iggy Azalea và Zedd                              | 2017 |
| "Bubble Pop!"                                     | Hyuna                                            | 2011 |
| "Carmen (Ouverture)"                              | Just Dance Orchestra (bản gốc bởi Georges Bizet) | 1875 |
| "Chantaje"                                        | Shakira và Maluma                                | 2016 |
| "Daddy Cool"                                      | Groove Century (bản gốc bởi Boney M.)            | 1976 |
| "Despacito"                                       | Luis Fonsi và Daddy Yankee                       | 2017 |
| "Dharma"                                          | Headhunterz và KSHMR                             | 2016 |
| "Diggy"                                           | Spencer Ludwig                                   | 2016 |
| "Fight Club"                                      | Lights                                           | 2017 |
| "Footloose"                                       | Top Culture (bản gốc bởi Kenny Loggins)          | 1984 |
| "Got That"                                        | Gigi Rowe                                        | 2017 |
| "How Far I'll Go"                                 | Disney's Moana (bản gốc bởi Auli'i Cravalho)     | 2016 |
| "In the Hall of the Pixel King"                   | Dancing Bros.                                    | 2017 |
| "Instruction"                                     | Jax Jones, Demi Lovato và Stefflon Don           | 2017 |
| "Itsy Bitsy Teenie Weenie Yellow Polkadot Bikini" | The Sunlight Shakers (bản gốc bởi Brian Hyland)  | 1959 |
| "John Wayne"                                      | Lady Gaga                                        | 2017 |
| "Keep On Moving"                                  | Michelle Delamor                                 | 2017 |
| "Kissing Strangers"                               | DNCE và Nicki Minaj                              | 2017 |
| "Love Ward"                                       | Hatsune Miku                                     | 2009 |
| "Make It Jingle"                                  | Big Freedia                                      | 2016 |
| "Naughty Girl"                                    | Beyoncé                                          | 2004 |
| "New Face"                                        | PSY                                              | 2017 |
| "Risky Business"                                  | Jorge Blanco                                     | 2017 |
| "Rockabye"                                        | Clean Bandit, Sean Paul và Anne-Marie            | 2016 |
| "Sayonara"                                        | Wanko Ni Mero Mero                               | 2017 |
| "Shape of You"                                    | Ed Sheeran                                       | 2017 |
| "Side to Side"                                    | Ariana Grande và Nicki Minaj                     | 2016 |
| "Slumber Party"                                   | Britney Spears và Tinashe                        | 2016 |
| "Sugar Dance"                                     | The Just Dance Band                              | 2017 |
| "Swish Swish"                                     | Katy Perry và Nicki Minaj                        | 2017 |
| "The Way I Are (Dance with Somebody)"             | Bebe Rexha và Lil Wayne                          | 2017 |
| "Tumbum"                                          | Yemi Alade                                       | 2016 |
| "Waka Waka (This Time for Africa)"                | Shakira                                          | 2010 |

### Kids Mode
Các bài hát sau đây có sẵn trong chế độ dành cho trẻ em của Just Dane 2018, bao gồm các bài hát độc quyền mới (in đậm) và các bài hát từ những phiên bản trước:
Những bài hát gắn dấu sao (*) yêu cầu người chơi phải đăng ký Just Dance Unlimited
| Song                                                   | Artist                                                            | Year              | Ghi chú                                        |
| ------------------------------------------------------ | ----------------------------------------------------------------- | ----------------- | ---------------------------------------------- |
| "A Pirate You Shall Be"(*)                             | Tom Zehnder                                                       | 1996              | từ Just Dane Kids 2014                         |
| "Alphabet Song"(*)                                     | The Just Dance Kids                                               | Nhạc truyền thống | từ Just Dance Kids                             |
| "Amazing Girl"                                         | The Girly Team                                                    | 2017              | có sẵn trong phiên bản dành cho hệ máy thứ bảy |
| "Balkan Blast Remix"(*)                                | Angry Birds                                                       | 2015              | từ Just Dance 2016                             |
| "Beep Beep I'm a Sheep"                                | LilDeuceDeuce, BlackGryph0n và TomSka                             | 2017              |                                                |
| "Blue (Da Ba Dee)"                                     | Hit the Electro Beat (bản gốc bởi Eiffel 65)                      | 1999              |                                                |
| "Chiwawa"(Alternate)                                   | Wanko Ni Mero Mero                                                | 2015              | từ Just Dance 2017 Unlimited/miễn phí          |
| "C'mon"(*)                                             | Ke$ha                                                             | 2013              | từ Just Dance 2014                             |
| "Copacabana"(*)                                        | Frankie Bostello (bản gốc bởi Barry Manilow)                      | 1978              | từ Just Dance 2016                             |
| "Daddy Cool"                                           | Groove Century (bản gốc bởi Boney M.)                             | 1976              |                                                |
| "Fearless Pirate"                                      | Marine Band                                                       | 2017              | có sẵn trong phiên bản dành cho hệ máy thứ bảy |
| "Five Little Monkeys"(*)                               | The Just Dance Kids                                               | Nhạc truyền thống | từ Just Dance Kids 2                           |
| "Footloose"(phiên bản nhí)                             | Top Culture (bản gốc bởi Kenny Loggins)                           | 1984              |                                                |
| "Fraggle Rock Theme"(*)                                | Cast of Fraggle Rock                                              | 1983              | từ Just Dance Kids 2014                        |
| "Funky Robot"                                          | Dancing Bros.                                                     | 2017              | có sẵn trong phiên bản dành cho hệ máy thứ bảy |
| "Ghostbusters"(*)                                      | Ray Parker Jr.                                                    | 1984              | từ Just Dance 2014                             |
| "Happy Farm"                                           | Groove Century                                                    | 2017              | có sẵn trong phiên bản dành cho hệ máy thứ bảy |
| "Hickory Dickory Dock"(*)                              | Tom Zehnder                                                       | 2007              | từ Just Dance Kids 2014                        |
| "How Far I'll Go"                                      | Disney's Moana (bản gốc bởi Auli'i Cravalho)                      | 2016              |                                                |
| "I Like To Move It"(*)                                 | The Just Dance Kids (bản gốc bởi Reel 2 Real và The Mad Stuntman) | 1993              | từ Just Dance Kids 2014                        |
| "Istanbul"(*)                                          | They Might Be Giants                                              | 1990              | từ Just Dance 4                                |
| "Jingle Bells"(*)                                      | The Just Dance Kids                                               | 1857              | từ Just Dance Kids 2                           |
| "Juju on That Beat"(*)                                 | Zay Hilfigerrr &amp; Zayion McCall                                | 2016              | từ Just Dance 2017                             |
| "Kung Fu Fighting (Dave Ruffy / Mark Wallis Remix)"(*) | Carl Douglas                                                      | 1974 (2003)       | từ Just Dance 2                                |
| "Land of 1000 Dances"(*)                               | Wilson Pickett                                                    | 1966              | từ Just Dance 3                                |
| "Let It Go"(*)                                         | Disney's Frozen (as made famous by Idina Menzel)                  | 2013              | từ Just Dance 2015                             |
| "Magic Halloween"                                      | Halloween Thrills                                                 | 2017              | có sẵn trong phiên bản dành cho hệ máy thứ bảy |
| "Mary Had a Little Lamb"(*)                            | Tom Zehnder                                                       | 1830              | từ Just Dance Kids 2014                        |
| "Nitro Bot"                                            | Sentai Express                                                    | 2013              | từ Just Dance 2014                             |
| "Pixie Land"                                           | The Sunlight Shakers                                              | 2017              | có sẵn trong phiên bản dành cho hệ máy thứ bảy |
| "Prince Ali"(*)                                        | Disney's Aladdin (bản gốc bởi Robin Williams)                     | 1992              | từ Just Dance 2014                             |
| "The Lion Sleeps Tonight"(*)                           | The Just Dance Kids (bản gốc bởi The Tokens)                      | 1961              | từ Just Dance Kids 2                           |
| "This is Halloween"(*)                                 | Danny Elfman                                                      | 1993              | từ Just Dance 3                                |
| "Under the Sea"(*)                                     | Disney's The Little Mermaid (as made famous by Samuel E. Wright)  | 1989              | từ Just Dance 2016                             |
| "Waka Waka (This Time for Africa)"(phiên bản nhí)      | Shakira                                                           | 2010              | có sẵn trong phiên bản dành cho hệ máy thứ bảy |
| "Wake Me Up Before You Go-Go"(phiên bản Emoji) (*)     | Wham!                                                             | 1984              |                                                |
| "We Go Well Together"(*)                               | Goldheart                                                         | 2003              | từ Just Dance Kids 2014                        |
| "Who Let the Dogs Out?"(*)                             | The Sunlight Shakers (as made famous by Baha Men)                 | 2000              | từ Just Dance 1                                |
| "Y.M.C.A."(*)                                          | Village People                                                    | 1978              | từ Just Dane 2014                              |

### Just Dance Unlimited
Just Dance Unlimited là dịch vụ cho thuê theo tháng giúp người chơi có thể truy cập thư viện với hơn 300 bài hát từ những phiên bản cũ và cả những bài hát độc quyền mới cập nhật mỗi tháng. Khác với hai phiên bản trước, Just Dance 2018 chỉ bao gồm duy nhất một bản chính khi người chơi mua game và đính kèm 3 tháng trải nghiệm Just Dance Unlimited miễn phí. Just Dance 2018 hỗ trợ Just Dance Unlimited cho PlayStation 4, Xbox One, Wii U và Nintendo Switch.
Các bài hát độc quyền cho Just Dance 2018 (Unlimited): 
| Tên bài hát                            | Nghệ sĩ                   | Năm  | Ngày phát hành            |
| -------------------------------------- | ------------------------- | ---- | ------------------------- |
| "Thumbs"                               | Sabrina Carpenter         | 2016 | ngày 24 tháng 10 năm 2017 |
| "Just Mario"                           | Ubisoft Meets Nintendo    | 2011 | ngày 24 tháng 10 năm 2017 |
| "Sun"                                  | DEMO                      | 1999 | ngày 26 tháng 10 năm 2017 |
| "J'suis Pas Jalouse"                   | Andy                      | 2017 | ngày 26 tháng 10 năm 2017 |
| "Error"                                | Natalia Nykiel            | 2016 | ngày 23 tháng 11 năm 2017 |
| "Feel It Still"                        | Portugal. The Man         | 2017 | ngày 25 tháng 1 năm 2018  |
| "Mi Gente"                             | J Balvin và Willy William | 2017 | ngày 22 tháng 2 năm 2018  |
| "Naughty Girl"(phiên bản Rabbid Peach) | Beyoncé                   | 2004 | ngày 12 tháng 3 năm 2018  |
| "Sax"                                  | Fleur East                | 2015 | ngày 19 tháng 4 năm 2018  |
| "What Lovers Do"                       | Maroon 5 và SZA           | 2017 | ngày 21 tháng 6 năm 2018  |
| "Dame Tu Cosita"                       | El Chombo và Cutty Ranks  | 2018 | ngày 26 tháng 7 năm 2018  |
| "Dancing Queen"                        | ABBA                      | 1976 | ngày 24 tháng 8 năm 2018  |
| "No Lie"                               | Sean Paul và Dua Lipa     | 2016 | ngày 20 tháng 9 năm 2018  |

## Quảng bá
Just Dance 2018 lần lượt được quảng bá trong hai MV của Katy Perry và Bebe Rexha
Bài nhảy "Swish Swish" của trò chơi xuất hiện xuyên suốt trong MV cùng tên của Katy Perry. Trong đó, khán giả bắt chước và nhảy theo điệu nhảy vogue của bốn vũ công trong trò chơi được hiển thị trên màn hình lớn. Cuối MV, Katy và những người bạn của cô bắt chước điệu nhảy flossdance trong trò chơi và cùng ăn mừng chiến thắng. Đây là lần thứ hai sau gần 10 năm, Just Dance và Katy Perry quay trở lại hợp tác quảng bá trong một dự án video ca nhạc.
Trong MV "The Way I Are (Dance With Somebody)" của Bebe Rexha và Lil Wayne, Just Dance 2018 xuất hiện ở cuối MV khi Bebe Rexha và những người bạn của cô đang vui vẻ nhảy theo bài hát "Sax" bởi Fleur East trong trò chơi.

## Đón nhận

### Giải thưởng
Trò chơi đã được đề cử cho hạng mục"Trò chơi xã hội / gia đình hay nhất"tại Game Critics Awards 2017.
Tại giải thưởng Reader's Choice Best of 2017 Award của tạp chí Game Informer, Just Dance 2018 đã dẫn đầu tại hạng mục"Trò chơi Âm nhạc/Nhịp điệu xuất sắc nhất".
Nó cũng được đề cử cho"Trò chơi gia đình của năm"tại Giải thưởng DICE thường niên lần thứ 21, và cho"Trò chơi gia đình"tại Giải thưởng Trò chơi Học viện Anh lần thứ 14.
Trò chơi cũng giành giải thưởng ở hạng mục"Trò chơi video được yêu thích"tại Giải thưởng lựa chọn cho trẻ em năm 2018 của Nickelodeon, và được đề cử cho"Trò chơi nhiều người được yêu thích nhất"tại Giải thưởng lựa chọn của game thủ.